# Tithonius Lacus
Tithonius Lacus es una característica de albedo en la superficie de Marte, localizada con el sistema de coordenadas planetocéntricas a -4.94° latitud N y 275° longitud E. El nombre fue aprobado por la Unión Astronómica Internacional en 1958 y hace referencia al lago de Titono, personaje de la mitología griega que recibió el don de la vida eterna pero no el de la eterna juventud.